# Prix Claude-Lévi-Strauss
La ministre de l’Enseignement supérieur et de la recherche, Valérie Pécresse, a annoncé en 2009, pour le centenaire de Claude Lévi-Strauss, la création d’un prix Claude-Lévi-Strauss, d’un montant de 100 000 euros, qui doit récompenser chaque année le « meilleur chercheur » dans l'une des disciplines des sciences humaines et sociales, telles que l’histoire, l’anthropologie, la sociologie, la linguistique ou l'archéologie.
Le prix est ouvert, sur candidature et recommandations, à tout chercheur en activité qui travaille en France. Sa gestion est assurée par l'Académie des sciences morales et politiques.

## Liste des lauréats
- 2009 : Dan Sperber, anthropologue.
- 2010 : Jean Tirole[1], économiste, pour ses travaux concernant la théorie des jeux et de l'information. Il lui a été remis le 29 novembre 2010 par Valérie Pécresse, ministre de l'enseignement supérieur et de la recherche.
- 2011 : Antoine Compagnon.